# Besides (zespół muzyczny)
Besides – polski zespół post-rockowy utworzony w 2011 roku w Brzeszczach.

## Historia
Zespół Besides powstał w 2011 roku w Brzeszczach, swój materiał zaczął promować jesienią 2012 roku. 
Besides jest zwycięzcą 8. edycji programu Must Be the Music. Tylko muzyka. 
20 września 2013 roku miała miejsce premiera debiutanckiego albumu We Were So Wrong. Można na nim usłyszeć 10 instrumentalnych post rockowych kompozycji. W 2013 i 2014 roku zespół promował album koncertami w Polsce.
We wrześniu 2015 roku zespół wydał drugi album Everything is.
Na koncertach wspomagani są obrazami konstruowanymi przez vidżejkę Justynę Gurbisz. Muzyka Besides zadebiutowała na falach radiowej „Trójki”, Antyradia, RMF FM i wielu innych rozgłośniach radiowych.

## Dyskografia
- We Were So Wrong (2013)
- Everything is (2015)
- Bystanders (2020)